# Dag Øistein Endsjø
Dag Øistein Endsjø, född 1968, är en norsk religionsvetare och professor vid Universitetet i Bergen. Hans specialfält är religion och mänskliga rättigheter, sex och religion, religion och populärkultur, grekisk religion och tidig kristendom. Han är särskilt känd för böckerna Sex och religion. Från kyskhetsbal till heligt homosex, som har blivit publicerade på nio språk, och Greek Resurrection Beliefs and the Success of Christianity, som handlar om hur kristen uppståndelsetro måste ses i ljuset av traditionella grekiska religiösa föreställningar om fysisk odödlighet. Han är också en mycket aktiv samhällsdebattör i Norge.

## Publikationer (urval)
- Sex och religion. Från kyskhetsbal till heligt homosex. Norstedts 2011. Boken er också utgiven på bulgariska,[1] engelska,[2] italienska,[3] kinesiska,[4] makedonska,[5] norska,[6] polska,[7] portugisiska[8] och serbiska.[9]
- Det folk vil ha. Religion og populærkultur (med Liv Ingeborg Lied). Universitetsforlaget 2011.
- Greek Resurrection Beliefs and the Success of Christianity. Palgrave Macmillan 2009.
- Primordial Landscapes, Incorruptible Bodies. Peter Lang 2008.
- “The queer periphery. Sexual deviancy and the cultural understanding of space”. Journal of Homosexuality, vol. 54, 2008: 9-20.
- “Lesbian, gay, bisexual and transgender rights and the religious relativism of human rights”. Human Rights Review, 6:2, 2005: 102-10.
- “To control death. Sacrifice and space in classical Greece”. Religion, vol. 33/4, 2003: 323-340.
- “To lock up Eleusis. A question of liminal space”. Numen, vol. 47, 2000: 351-86.
- “Placing the Unplaceable. The Making of Apollonius’s Argonautic Geography”. Greek, Roman and Byzantine Studies. Vol 38. 1997: 373-85.